# Milovice (district de Břeclav)
Pour les articles homonymes, voir Milovice.
Milovice (en allemand : Millowitz) est une commune du district de Břeclav, dans la région de Moravie-du-Sud, en République tchèque. Sa population s'élevait à 458 habitants en 2020.

## Géographie
Milovice se trouve à 7 km au nord-est de Mikulov, à 18 km au nord-ouest de Břeclav, à 39 km au sud-sud-est de Brno et à 213 km au sud-est de Prague.
La commune est limitée par Pavlov au nord, par Přítluky à l'est, par Bulhary au sud, par Mikulov au sud et au sud-ouest, et par Klentnice à l'ouest.

## Histoire
La première mention écrite de la localité date de 1298.